# Uchi deshi
Uchi deshi (内弟子, estudante interno) é um termo japonês que designa aquele aluno ou aprendiz que, estando sob os auspícios directos de um sensei, estuda uma determinada arte marcial ou outra disciplina tradicional em tempo integral.
Por este modelo, o aluno vive cotidianamente ligado a seu mestre, junto inclusive de sua família, residindo ou na casa ou na oficina (dojô), muitas vezes num aposento separado mas contíguo. O uchi deshi está obrigado, alem de estudar a disciplina com rigor e dedicação, a cumprir com diversas outras obrigações, as quais podem ser desde simples tarefas de limpeza e consevação do ambiente a organização da oficina, administrativamente, inclusive.
Não se trata de um modelo exclusivo das artes marciais japonesas, pelo que pode ser adotado por pupilos de kabuki, rakugo, shogi etc.